# Бьюри, Джон Багнелл
Джон Багнелл Бьюри (англ. John Bagnell (J. B.) Bury; 16 октября 1861 года, Клонтибрет, Ирландия — 1 июня 1927 года, Рим) — ирландский историк, византинист, искусствовед-классик и филолог, изучавший преимущественно политическую и административную историю Византийской империи, которую он рассматривал исключительно как непосредственное продолжение Римской империи. Один из главных инициаторов возрождения интереса к истории Византии среди англоговорящих историков. Бьюри был одним из авторов 11-го издания энциклопедии «Британника» (1911), в 4-м томе которой ему посвящена статья. В 1911 году под руководством Бьюри было начато издание «Кембриджской истории средних веков»; он же разработал план издания «Кембриджской истории древнего мира» (издавалась с 1923 года).

## Биография
Родился и вырос в ирландском графстве Монахан, в деревушке Клонтибрет, где его отец был ректором Англиканской Ирландской Церкви. Вначале обучался своими родителями, а затем в Фойл и Лондондерри колледже в Дерри и в Тринити-колледже города Дублина, который закончил в 1882 году. В 1893 году стал там же профессором, заняв кафедру современной (modern) истории, где преподавал в течение девяти лет. В 1898 году был назначен региус-профессором греческого — должность, которую совмещал с профессорством истории.
В 1902 году стал региус-профессором новейшей истории Кембриджского университета, неохотно простившись с Дублинским.
Одним из его студентов в Кембридже был историк-медиевист Стивен Рансимен.
Бьюри работал в Кембридже до своей смерти. Он умер в Риме (который с 1918-го посещал ежегодно) в возрасте 65 лет и был похоронен на протестантском кладбище.

## Сочинения
Джон Багнелл Бьюри был одним из главных инициаторов возрождения интереса к истории Византийской империи среди англоговорящих историков, где после Эдварда Гиббона византиеведение было в значительной степени игнорировано.
Труды Джона Б. Бьюри варьируют по темам, начиная от Древней Греции до папства XIX века, являются одновременно и научными, и доступными для неспециалистов. Первым по-настоящему авторитетным трудом Джона Б. Бьюри была биография Святого Патрика, изданная в 1905 году. Лучшие исследования Джона Б. Бьюри посвящены периоду истории поздней Римской империи, раннесредневековой Византии, а также ближневосточным регионам. В 1896—1900 годах он подготовил к печати труд Эдварда Гиббона «Упадок и разрушение Римской империи», дополнив его вступительной статьёй и примечаниями. Это издание и по сей день считается не утратившим исторической актуальности.
В 1913 году Бери с точки зрения свободомыслия написал «Историю свободы мысли», критикующую христианство и католическую церковь как противоречащие разуму. Хилэр Беллок ответил эссе «Антикатолическая история: Как она пишется», в котором разоблачил многочисленные исторические неточности в книге, а также уличал автора в том, что тот не проводил оригинального исследования, а просто повторял то, что было сказано до него. 